# Wilhelm Olssøn
Christian Wilhelm Engel Bredal Olssøn, född 3 april 1844 i Horten, död 3 november 1915 på Hovinsholm, var en norsk militär. 
Olssøn ingick vid artilleriet, studerade bergsvetenskap i Stockholm och blev 1893 överstelöjtnant. Han var krigsminister 1893–98 i Emil Stangs andra ministär och i Francis Hagerups och Gregers Grams koalitionsministär samt, efter att 1899 ha utnämnts till chef för kust-, senare fästningsartilleriet, 1905–07 i Christian Michelsens ministär, varefter han återtog chefskapet för fästningsartilleriet, blev 1910 därjämte kommenderande general och avgick, som generallöjtnant, 1912. 
Olssøns initiativrika verksamhet som statsråd blev av största betydelse för utvecklingen av Norges försvar. I stor utsträckning användes han även utanför sin militära verkningskrets. Han författade uppsatser i militära tidskrifter och studien Jern og staal (1909). Han blev 1897 ledamot av Krigsvetenskapsakademien.